# Context (lingvistică)
Termenul context se referă la origine la textul scris. După una din definiții, contextul este o parte dintr-un text, în care se încadrează fie un cuvânt, o propoziție sau o frază, fie un pasaj (fragment) întreg, alcătuit din mai multe fraze. După altă definiție, contextul este ansamblul unui text în raport cu unul din elementele sale, în măsura în care acest ansamblu constituie o totalitate ce dă un anumit sens acelui element, acest sens putând fi diferit de cel pe care îl are elementul izolat sau în alt text. În limbajul curent, un asemenea element este considerat de obicei cuvântul, despre care se spune că are sens numai văzut în context.
În știința comunicării și în lingvistică, termenul a fost extins și la comunicarea orală, vorbindu-se de mai multe tipuri de context. Tipologia lor diferă de la un autor la altul. Se distinge în mod curent contextul verbal (numit și lingvistic) și contextul situațional (sau comunicativ, non-lingvistic, extralingvistic, extraverbal, non-verbal), numit și situație de comunicare. Acestor tipuri, Eugen Coșeriu le adaugă contextul idiomatic, reprezentat de limba în care se comunică.

## Context verbal
Prin context verbal se înțelege vecinătatea unei entități lingvistice în lanțul vorbit sau scris, adică ceea ce o precede sau/și ceea ce o urmează. Se poate vorbi despre context de dreapta, simbolizat prin -X, context de stânga, simbolizat prin X-, sau de cadru contextual, simbolizat prin X – Y, unde X și Y sunt vecinătățile. Limitele contextului depind de natura entității considerate: silaba, de obicei, pentru foneme, cuvântul pentru morfeme, sintagma sau propoziția pentru cuvinte etc.
Sunt autori care includ în contextul verbal și elementele prozodice care însoțesc entitatea analizată.
Contextul verbal produce variante contextuale ale entităților lingvistice în toate domeniile limbii.
Contextul fonetic sau fonologic poate determina alofone, adică variante ale unui fonem. De exemplu, în limba spaniolă, fonemul /d/ are două alofone, unul [d], când este în contact cu o consoană (fonda [fonda] „han”), iar celălalt [ð], între două vocale (nada [naða] „nimic”). Tot acest tip de context poate produce alomorfe, adică variante fonologice ale morfemelor. De pildă, în limba franceză, articolul hotărât are la plural două variante, [le] și [lez], în funcție de sunetul cu care începe cuvântul următor, consoană, respectiv vocală: les parents [leparã] „părinții” vs. les enfants [lezãfã] „copiii”.
Contextul morfologic poate fi exemplificat printr-o propoziție ca fr  Jean va bien „Jean se simte bine”, în care forma personală a verbului este determinată de faptul că Jean este de persoana a III-a singular.
În aceeași propoziție, contextul sintactic, prin prezența unui subiect, Jean, determină modul verbului, indicativul. Lipsa subiectului ar face ca verbul să fie, cu aceeași formă, la imperativ.
Contextul semantic al acestei propoziții face ca dintre sensurile verbului (având sensul principal „merge”) să se realizeze cel care se referă la starea de sănătate, datorită cuvântului bien.

## Context situațional
Contextul situațional, numit și situație de comunicare, este totalitatea împrejurărilor în care are loc o comunicare. Dincolo de sensurile determinate de structura lingvistică a enunțurilor, afectează semnificația generală a acestora. Contextul situațional poate fi foarte complex în ceea ce privește componentele sale. Dintre acestea apar la diverși autori următoarele:
- statutul social și cultural al participanților la comunicare, determinat de cantitatea și calitatea bagajului cultural dobândit de individ în cursul socializării (în familie, în școală), caracterul limitat sau deschis al celor dobândite, valoarea în societatea, cultura și comunitatea lingvistică dată, a tradițiilor și obiceiurilor dobândite[10];
- experiențele participanților[5];
- faptul dacă participanții se cunosc sau nu, ceea ce face ca în primul caz să intre în funcțiune în primul rând așteptări bazate pe cunoștințele deja dobândite, iar în al doilea caz, participanții primesc unul despre altul informații pe baza cărora se evaluează reciproc, și atunci intră în funcție așteptări generale, tipice, ca parte a unei norme lingvistice recunoscute[10];
- rolul social al participanților, care depinde numai în parte de statutul lor[10];
- vârsta și sexul participanților[11];
- informațiile pe care le dețin participanții[4];
- ceea ce crede fiecare participant și presupunerile sale despre ceea ce crede celălalt[9];
- intențiile, motivațiile[10] și atitudinile participanților[12];
- ceea ce au participanții în comun dintre toate componentele de mai sus[5];
- locul și momentul comunicării[9].

Contextul situațional determină în general registrul de limbă folosit de vorbitor, registru care se manifestă în principal printr-un vocabular, dar și prin alte trăsături specifice. De exemplu, în familie, între prieteni, între colegi de lucru fără diferențe de nivel ierarhic etc., este cel mai probabil că se folosește registrul familiar sau chiar popular. În medii socio-culturale elevate, în comunicările foarte politicoase, în discursuri este normal registrul elevat. Între persoane care nu se cunosc, în contacte din viața cotidiană (cumpărături, contacte cu administrația, relații profesionale etc.) sau între persoane care se cunosc, dar nu sunt apropiate una de alta, situate sau nu pe același nivel ierarhic, se alege mai degrabă registrul curent.